# Реки Южной Осетии
На территории Южной Осетии находится множество горных рек. Большая часть принадлежит бассейну Куры (бассейн Каспийского моря), остальная — Риони (бассейн Чёрного моря). Разделяют бассейны двух морей Рачинский и Лихский хребты.
Список рек по порядку от устья:
Курсивом отмечены реки не протекающие по территории частично признанной ЮО (полностью в Грузии).
← Левый приток
→ Правый приток

## Бассейн Каспийского моря
Объекты по порядку от устья к истоку ( км от устья: ← левый приток | → правый приток | — объект на реке ):
- Кура (по ЮО не протекает)

← Ксани
→ Чурта
← Лехура
← Меджуда
← Большая Лиахви
← Малая Лиахви
← Гудисидон
→ Паца
← Кешельта
→ Рокдон
← Тлидон (см. Тлигомское ущелье)
 — Эрманидон
→ Джомагидон
→ Сомихдон
→ Рокдон
→ Сбадон
← Комдон
→ Челиатдон
← Каласанидон
← Дескохирдон
← Бритатдон
← Проне Восточная
← канал Салтанис-Архи
→ Самцкаро
← Талиани
← Тилиан
← Пца
→ Сурамула (груз. სურამულა)
← Чаратхеви (груз. ჭერათხევი)
← Проне
← Проне Средняя
→ Проне Западная
→ Лопанисцкали (груз. ლოპანისწყალი)

## Бассейн Чёрного моря
Объекты по порядку от устья к истоку ( км от устья: ← левый приток | → правый приток | — объект на реке ):
- Риони (по ЮО не протекает)

← Квирила
← Джоджора
→ Кведрула (груз. ქვედრულა)
− озеро Кведи (Коз)
− Кведиком
← Гарула
→ Козидон
← Ликцонандон
← Чанчахи